# Pollex furca
Pollex furca là một loài bướm đêm thuộc họ Erebidae. Nó được tìm thấy ở miền bắc Sulawesi.
Sải cánh dài khoảng 13 mm. 